# Приз за найкращу режисуру (Каннський кінофестиваль)

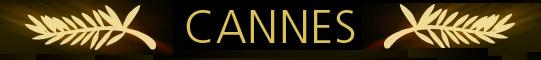
Емблема Каннського кінофестивалю

Приз за найкращу режисуру (англ. Prix de la mise en scène) — традиційна нагорода Каннського кінофестивалю, якою журі відмічає найкращого постановника, що бере участь в основному конкурсі.

## Лауреати
| Рік  | Фільм | Режисер                                                                                 | Країна                                                                                  |
| ---- | --- | --------------------------------------------------------------------------------------- | --------------------------------------------------------------------------------------- |
| 1946 | Битва на рейках / La Bataille du rail                                                                           | Рене Клеман                                                                             | Франція                                                                                 |
| 1947 | Не вручали | Не вручали                                                                              | Не вручали                                                                              |
| 1948 | Фестиваль не проводився                                                                                         | Фестиваль не проводився                                                                 | Фестиваль не проводився                                                                 |
| 1949 | Біля стін Малапаги / Le mura di Malapaga                                                                        | Рене Клеман                                                                             | Франція                                                                                 |
| 1950 | Фестиваль не проводився                                                                                         | Фестиваль не проводився                                                                 | Фестиваль не проводився                                                                 |
| 1951 | Забуті / Los Olvidados                                                                                          | Луїс Бунюель                                                                            | Мексика                                                                                 |
| 1952 | Фанфан-тюльпан / Fanfan la Tulipe                                                                               | Крістіан-Жак                                                                            | Франція                                                                                 |
| 1953 | Не вручали | Не вручали                                                                              | Не вручали                                                                              |
| 1954 | Не вручали | Не вручали                                                                              | Не вручали                                                                              |
| 1955 | Ріфіфі, або Чоловічі розбірки / Du rififi chez les hommes                                                       | Жуль Дассен                                                                             | Франція                                                                                 |
| 1955 | Герої Шипки | Сергій Васильєв                                                                         | СРСР                                                                                    |
| 1956 | Отелло | Сергій Юткевич                                                                          | СРСР                                                                                    |
| 1957 | Засуджений до смерті втік, або Дух віє де хоче / Un condamné à mort s'est échappé ou Le vent souffle où il veut | Робер Брессон                                                                           | Франція                                                                                 |
| 1958 | Біля витоків життя / Nära livet                                                                                 | Інгмар Бергман                                                                          | Швеція                                                                                  |
| 1959 | Чотириста ударів / Les Quatre Cent Coups                                                                        | Франсуа Трюффо                                                                          | Франція                                                                                 |
| 1960 | Не вручали | Не вручали                                                                              | Не вручали                                                                              |
| 1961 | Повість полум'яних літ                                                                                          | Юлія Солнцева                                                                           | СРСР                                                                                    |
| 1962 | Не вручали | Не вручали                                                                              | Не вручали                                                                              |
| 1963 | Не вручали | Не вручали                                                                              | Не вручали                                                                              |
| 1964 | Не вручали | Не вручали                                                                              | Не вручали                                                                              |
| 1965 | Ліс повішених / Pădurea spânzuraţilor                                                                           | Лівіу Чулей                                                                             | Румунія                                                                                 |
| 1966 | Ленін у Польщі                                                                                                  | Сергій Юткевич                                                                          | СРСР                                                                                    |
| 1967 | Десять тисяч днів / Tízezer nap                                                                                 | Ференц Коша                                                                             | Угорщина                                                                                |
| 1968 | Фестиваль не проводився                                                                                         | Фестиваль не проводився                                                                 | Фестиваль не проводився                                                                 |
| 1969 | Антоніу Дас Мортес / Antonio Das Mortes (O Dragão da Maldade Contra o Santo Guerreiro)                          | Глаубер Роша                                                                            | Бразилія                                                                                |
| 1969 | Усі добрі краяни / Všichni dobří rodáci                                                                         | Войтех Ясни                                                                             | Чехословаччина                                                                          |
| 1970 | Лео останній / Leo The Last                                                                                     | Джон Бурмен                                                                             | Велика Британія                                                                         |
| 1971 | Не вручали | Не вручали                                                                              | Не вручали                                                                              |
| 1972 | Червоний псалом / Még kér a nép                                                                                 | Міклош Янчо                                                                             | Угорщина                                                                                |
| 1973 | Не вручали | Не вручали                                                                              | Не вручали                                                                              |
| 1974 | Не вручали | Не вручали                                                                              | Не вручали                                                                              |
| 1975 | Накази / Les Ordres                                                                                             | Мішель Бро                                                                              | Канада                                                                                  |
| 1975 | Спеціальне відділення / Section spéciale                                                                        | Коста-Гаврас                                                                            | Франція                                                                                 |
| 1976 | Огидні, брудні, злі / Brutti, Sporchi E Cattivi                                                                 | Етторе Скола                                                                            | Італія                                                                                  |
| 1977 | Не вручали | Не вручали                                                                              | Не вручали                                                                              |
| 1978 | Імперія почуттів / L'Empire de la passion (Ai no borei, 愛の亡霊)                                               | Нагіса Осіма                                                                            | Японія                                                                                  |
| 1979 | Дні жнив / Days of Heaven                                                                                       | Терренс Малік                                                                           | США                                                                                     |
| 1980 | Не вручали | Не вручали                                                                              | Не вручали                                                                              |
| 1981 | Не вручали | Не вручали                                                                              | Не вручали                                                                              |
| 1982 | Фіцкарральдо / Fitzcarraldo                                                                                     | Вернер Герцоґ                                                                           | ФРН                                                                                     |
| 1983 | Гроші / L'Argent                                                                                                | Робер Брессон                                                                           | Франція                                                                                 |
| 1983 | Ностальгія | Андрій Тарковський                                                                      | СРСР                                                                                    |
| 1984 | Неділя за містом / Un dimanche à la campagne                                                                    | Бертран Таверньє                                                                        | Франція                                                                                 |
| 1985 | Побачення / Rendez-vous                                                                                         | Андре Тешіне                                                                            | Франція                                                                                 |
| 1986 | Після роботи / After Hours                                                                                      | Мартін Скорсезе                                                                         | США                                                                                     |
| 1987 | Небо над Берліном / Der Himmel über Berlin                                                                      | Вім Вендерс                                                                             | ФРН                                                                                     |
| 1988 | Південь / Sur                                                                                                   | Фернандо Соланас                                                                        | Аргентина                                                                               |
| 1989 | Час циган / Dom za vesanje                                                                                      | Емір Кустуріца                                                                          | СФРЮ                                                                                    |
| 1990 | Таксі-блюз | Павло Лунгін                                                                            | СРСР                                                                                    |
| 1991 | Бартон Фінк / Barton Fink                                                                                       | Джоел Коен                                                                              | США                                                                                     |
| 1992 | Гравець / The Player                                                                                            | Роберт Альтман                                                                          | США                                                                                     |
| 1993 | Оголені / Naked                                                                                                 | Майк Лі                                                                                 | Велика Британія                                                                         |
| 1994 | Дорогий щоденник / Caro diario                                                                                  | Нанні Моретті                                                                           | Італія                                                                                  |
| 1995 | Ненависть / La Haine                                                                                            | Матьє Кассовіц                                                                          | Франція                                                                                 |
| 1996 | Фарґо / Fargo                                                                                                   | Джоел Коен                                                                              | США                                                                                     |
| 1997 | Щасливі разом / 春光乍洩                                                                                        | Вонг Карвай                                                                             | Гонконг                                                                                 |
| 1998 | Генерал / The General                                                                                           | Джон Бурмен                                                                             | Велика Британія                                                                         |
| 1999 | Все про мою матір / Todo sobre mi madre                                                                         | Педро Альмодовар                                                                        | Іспанія                                                                                 |
| 2000 | Один і два / 一一                                                                                               | Едвард Янг                                                                              | Тайвань                                                                                 |
| 2001 | Людина, якої не було / The Man Who Wasn't There                                                                 | Джоел Коен                                                                              | США                                                                                     |
| 2001 | Малхолланд Драйв / Mulholland Drive                                                                             | Девід Лінч                                                                              | США                                                                                     |
| 2002 | Чіхвасеон / 취화선                                                                                              | Ім Квон Тек                                                                             | Південна Корея                                                                          |
| 2002 | Кохання, що збиває з ніг / Punch-Drunk Love                                                                     | Пол Томас Андерсон                                                                      | США                                                                                     |
| 2003 | Слон / Elephant                                                                                                 | Гас Ван Сент                                                                            | США                                                                                     |
| 2004 | Вигнанці / Exils                                                                                                | Тоні Ґатліф                                                                             | Франція                                                                                 |
| 2005 | Приховане / Caché                                                                                               | Міхаель Ханеке                                                                          | Австрія                                                                                 |
| 2006 | Вавилон / Babel                                                                                                 | Алехандро Гонсалес Іньярріту                                                            | Мексика                                                                                 |
| 2007 | Скафандр і метелик / Le Scaphandre et le papillon                                                               | Джуліан Шнабель                                                                         | США                                                                                     |
| 2008 | Три мавпи / Üç Maymun                                                                                           | Нурі Більге Джейлан                                                                     | Туреччина                                                                               |
| 2009 | Забій / Kinatay                                                                                                 | Брільянте Мендоса                                                                       | Філіппіни                                                                               |
| 2010 | Турне / Tournée                                                                                                 | Матьє Амальрік                                                                          | Франція                                                                                 |
| 2011 | Драйв / Drive                                                                                                   | Ніколас Віндінг Рефн                                                                    | Данія                                                                                   |
| 2012 | Після мороку світло / Post Tenebras Lux                                                                         | Карлос Рейгадас                                                                         | Мексика                                                                                 |
| 2013 | Елі / Heli | Амат Ескаланте                                                                          | Мексика                                                                                 |
| 2014 | Мисливець на лисиць / The Foxcatcher                                                                            | Беннетт Міллер                                                                          | США                                                                                     |
| 2015 | Вбивця / 聶隱娘                                                                                                 | Хоу Сяосянь                                                                             | Тайвань                                                                                 |
| 2016 | Випускний / Bacalaureat                                                                                         | Крістіан Мунджіу                                                                        | Румунія Франція Бельгія                                                                 |
| 2016 | Персональний покупець / Personal Shopper                                                                        | Олів'є Ассаяс                                                                           | Франція                                                                                 |
| 2017 | Обдурений / The Beguiled                                                                                        | Софія Коппола                                                                           | США                                                                                     |
| 2018 | Холодна війна / Zimna wojna                                                                                     | Павел Павліковський                                                                     | Польща                                                                                  |
| 2019 | Молодий Ахмед / Le jeune Ahmed                                                                                  | Жан-П'єр та Люк Дарденни                                                                | Бельгія                                                                                 |
| 2020 | Фестиваль не відбувся, жодних нагород того року не було вручено через пандемію COVID-19                         | Фестиваль не відбувся, жодних нагород того року не було вручено через пандемію COVID-19 | Фестиваль не відбувся, жодних нагород того року не було вручено через пандемію COVID-19 |
| 2021 | Аннетт / Annette                                                                                                | Леос Каракс                                                                             | Франція                                                                                 |
| 2022 | Рішення піти / 헤어질 결심                                                                                      | Пак Чхан Ук                                                                             | Південна Корея                                                                          |
| 2023 | Смак пристрасті / La Passion de Dodin Bouffant                                                                  | Чан Ань Хунг                                                                            | Франція, В'єтнам                                                                        |
| 2024 | Велика мандрівка / Grand Tour                                                                                   | Мігел Гомеш                                                                             | Португалія                                                                              |
| 2025 | Таємний агент / O Agente Secreto                                                                                | Клебер Мендонса Фільо                                                                   | Бразилія                                                                                |